# اووینگسکا
اووینگسکا (به لهستانی:  Owińska) یک روستا در لهستان است که در گمینا چرووناک واقع شده‌است. اووینگسکا ۲٬۵۰۰ نفر جمعیت دارد.